# یواس‌اس کتسکیل (۱۸۶۲)
یواس‌اس کتسکیل (۱۸۶۲) (به انگلیسی: USS Catskill (1862)) یک کشتی بود که طول آن ۲۰۰ فوت (۶۱ متر) بود. این کشتی در سال ۱۸۶۲ ساخته شد.